# Charles Mangin

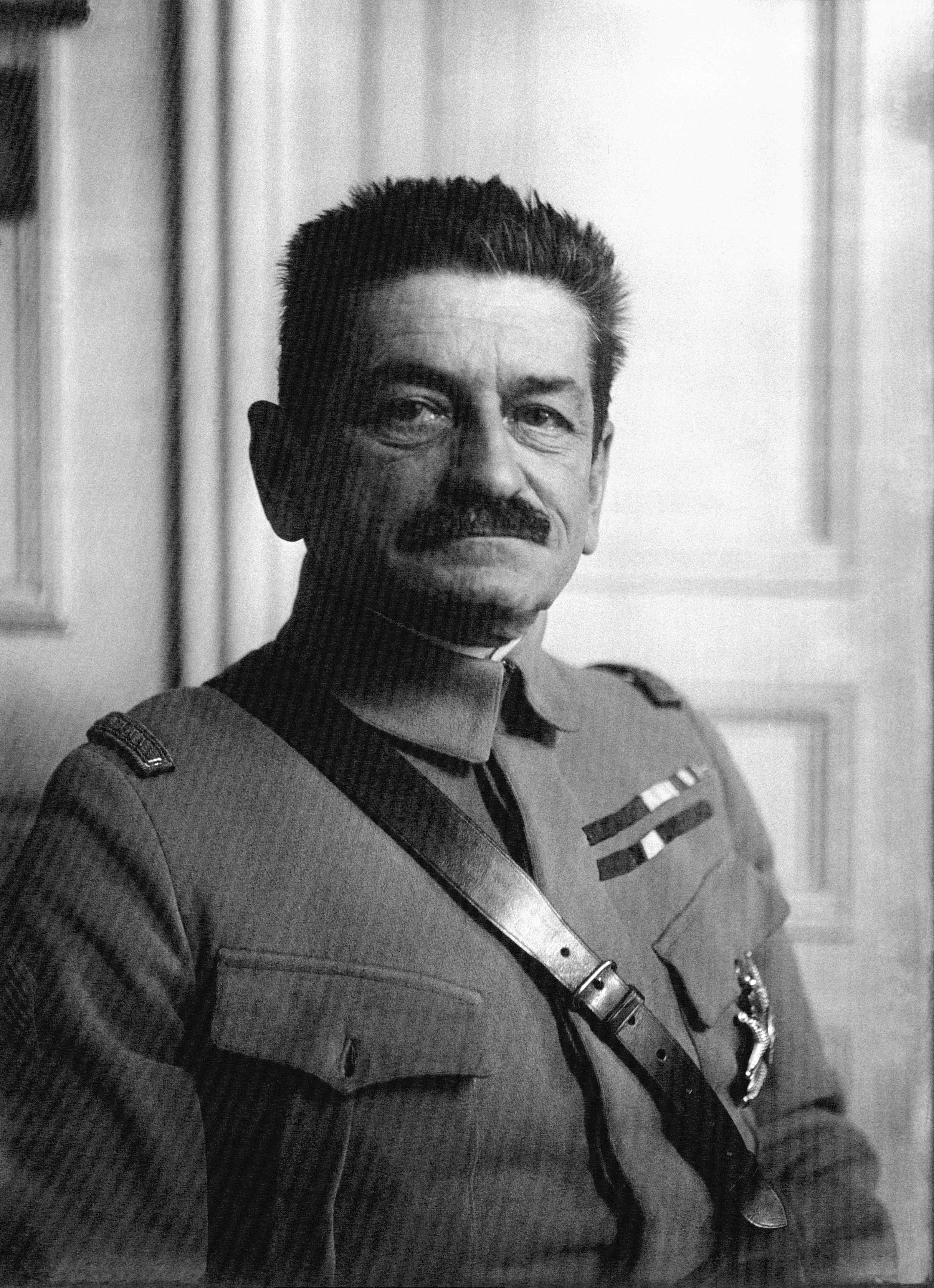
General Charles Mangin

Charles Marie Emmanuel Mangin (* 6. Juli 1866 in Sarrebourg, Frankreich; † 12. Mai 1925 in Paris) war ein französischer Général de division im Ersten Weltkrieg.

## Laufbahn

### Mangin in Afrika
Seine militärische Laufbahn begann er in der Militärschule Saint-Cyr. Mangin diente im französischen Sudan (unter Jean-Baptiste Marchand) an der Spitze der Senegalesischen Schützen (frz. Tirailleurs Sénégalais)  bei der Kongo-Nil-Mission (1898–1900), die zur Faschoda-Krise führte. Im weiteren Französisch-Westafrika nimmt er 1912 unter dem Befehl von Hubert Lyautey im Rang eines Colonel an der Eroberung von Marokko teil. Er zeichnet sich bei der Einnahme Marrakeschs aus und war einer der Hauptbeteiligten der Marokkokrisen (1907–1914), bevor er am Weltkrieg teilnahm. Aufgrund seiner Erfahrungen in Afrika trat er für die Aufstellung von Soldaten aus den Kolonien (armée noire) ein.

### Dienst in Europa

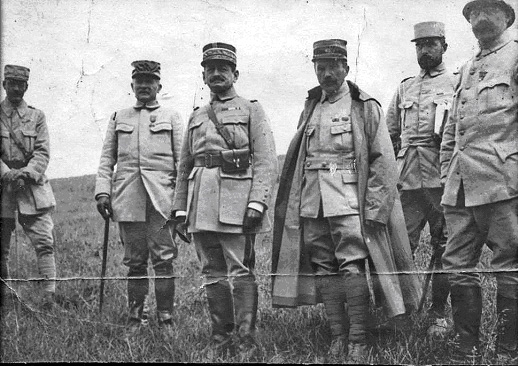
Mangin mit seinem Stab vor Verdun

Im August 1913 zum Général de brigade befördert und Kommandant der 8e brigade d’infanterie, wurde er im September per Interim zum Kommandanten der 5. Infanterie-Division aus Rouen im 3. Armeekorps ernannt. Die Brigade führte er in der Schlacht an der Sambre, die Division in der Schlacht an der Marne, der Schlacht an der Aisne und im Artois. In der Schlacht um Verdun begann er am 22. Mai 1916 einen französischen Großangriff auf das Fort Douaumont, bei dem die deutsche Besatzung in die untersten Kasematten zurückgedrängt wurde, und wurde Anfang Juni 1916 zum Befehlshaber des XI. Armeekorps ernannt. An der Seite von Robert Nivelle leitete er bei Verdun die Rückeroberungsangriffe der Franzosen. Von seinen Männern wurde er wegen seiner offensiven Angriffe um jeden Preis „der Metzger“ oder auch „Blutsäufer“  genannt.
Im Frühjahr 1917 nahm er an der Spitze der 6. Armee an der Nivelle-Offensive (16. April bis 9. Mai 1917) an der Aisne teil. Doch der Angriff blieb stecken und Mangin wurde nach der Schlacht entlassen. Auch Nivelle wurde im Mai als Oberbefehlshaber abgesetzt und durch Philippe Pétain ersetzt. Pétain setzte auf eine defensivere Kriegsführung als sein Vorgänger, es gelang ihm, die Moral der französischen Truppen allmählich wiederherzustellen. Mangin erhielt erst im Dezember 1917 wieder den Befehl über ein Armeekorps.
Nach der Nominierung von Ferdinand Foch zum Marschall wurde Mangin von Premierminister Clemenceau an die Spitze einer Armee zurückgeholt. Ihm wurde im Juni 1918 die 10. Armee unterstellt, mit der er an der Abwehr der deutschen Matz-Offensive und der zweiten Marneschlacht (15. Juli bis 6. August 1918) teilnahm. Mit der französischen Gegenoffensive bei Villers-Cotterêts am 18. Juli 1918 legte er den Grundstein für seine militärische Reputation.

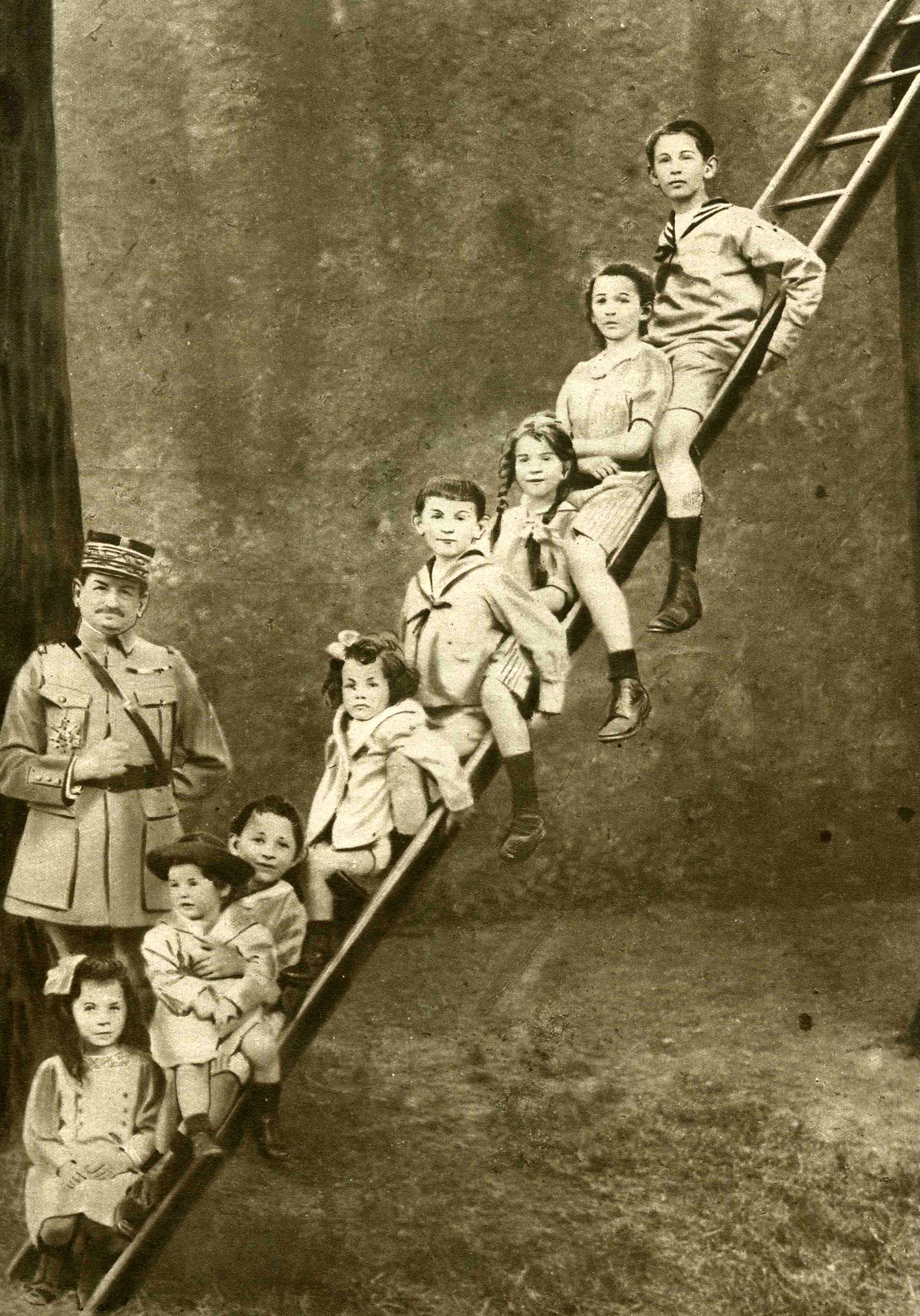
Der General mit seinen acht Kindern in Mainz

Gegen Ende des Krieges diente er in Noël de Castelnaus Armeegruppe Ost und stieß gegen die Festung Metz vor. Der Waffenstillstand machte seinen in Lothringen vorgesehenen Angriff überflüssig. Am 19. November marschierte er in Metz ein und bis zum 11. Dezember stießen seine Truppen bis Mainz vor. Am 14. Dezember ritten die kommandierenden Generäle Fayolle und Mangin in die Stadt ein. Damit besetzte Frankreich wieder das Gebiet westlich des Rheins und träumte erneut den Traum einer Rheinischen Republik. Mangin war einer der Generäle, die mit Beginn dieser Besetzung separatistische deutsche Kräfte im Rheinland und der Pfalz unterstützten. Letztlich konnte die deutsche Zusammengehörigkeit, begründet im Jahr 1871, nicht mehr gespalten werden.
Im Großherzoglichen Palais nahm General Mangin Quartier. Auf dem Dach wehte fortan die Trikolore. Mangin nutzte jede Gelegenheit, auf die historischen Verbindungen hinzuweisen, die zwischen Mainz und Frankreich bestanden. Er wurde Oberkommandierender der französischen Besatzungsarmee am Rhein mit Sitz in Mainz.
General Mangin zettelte im Juni 1919 einen Separationsputsch in Wiesbaden an, offensichtlich mit stillschweigender Billigung Clemenceaus. Dieses Putschunternehmen scheiterte zwar, weil es absolut dilettantisch vorbereitet worden war, und Clemenceau musste auf Druck der Alliierten hin sein Militär zurechtweisen. Geschehen war dieser Putschversuch jedoch mit dem Ziel, das Rheinland, nach dem diesbezüglichen Scheitern in den Versailler Vertragsverhandlungen doch an Frankreich angliedern zu können.
Mangin mischte sich gerne an Markttagen unter die Zivilbevölkerung. Auf seine Veranlassung hin erschienen die Zeitungen Le Rhin Illustré / Der Rhein im Bild (zweisprachig) und L'écho du Rhin (französisch).
Nach dem Krieg wurde Mangin außerdem Mitglied des Obersten Kriegsrates und Generalinspekteur der französischen Kolonialtruppen. Er starb am 12. Mai 1925 und wurde im Caveau des Gouverneurs der Cathédrale Saint-Louis-des-Invalides in Paris beigesetzt.
Das Schiff General Mangin wurde nach ihm benannt.

## Auszeichnungen

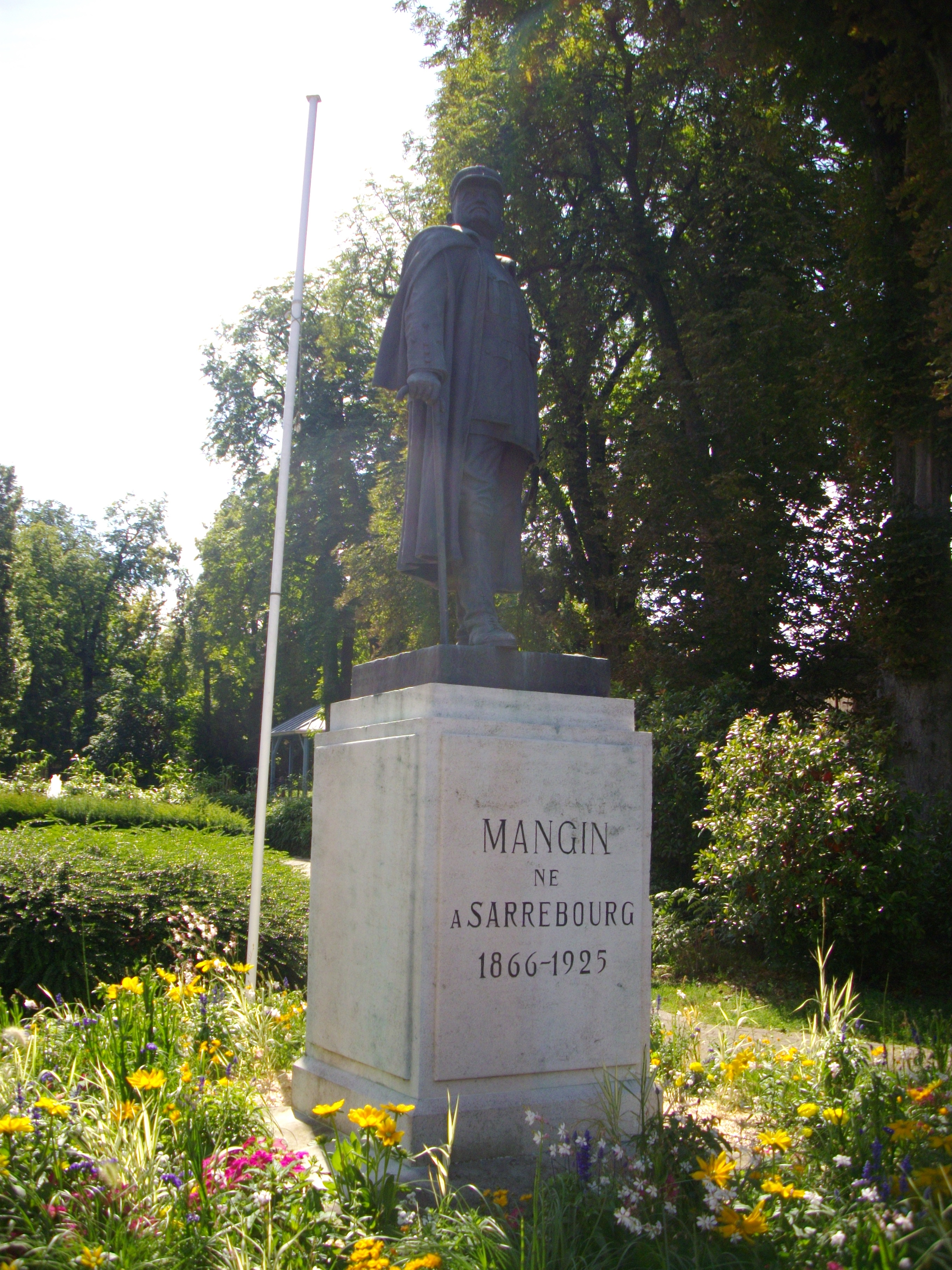
Statue 1957 von Raymond Martin, eine 1933 errichtete Statue von Charles Gern (* 1870 in Kaiserslautern) mit den Tirailleurs sénégalais wurde am 16. Juni 1940 gesprengt.

### Französische Orden
- Orden der Légion d’honneur:
  - Chevalier am 30. Dezember 1891;
  - Officier am 1. Oktober 1899;
  - Commandeur am 13. September 1912;
  - Grand officier am 2. November 1916;
  - Grand-croix am 6. Juli 1919.
- Médaille militaire, am 12. Mai 1925.
- Croix de guerre 1914–1918.
- Médaille interalliée 1914-1918.
- Médaille commémorative de la Grande Guerre.
- Médaille coloniale mit Spange « Sénégal et Soudan ».

### Ausländische Orden
- Grand officier des Ritterorden der hl. Mauritius und Lazarus (Italien)
- Army Distinguished Service Medal (USA)
- Most Honourable Order of the Bath (Großbritannien)

## Werk
- La Force noire. Hachette, Paris 1910 (in diesem teils autobiografischen Buch befürwortet Mangin den schnellen und massiven Einsatz der kolonialen Truppen, der sogenannten „schwarzen Kraft“, im Kriegsfall)